# DJ Qualls
Donald Joseph Qualls (*12. červen 1978, Nashville, USA) je americký herec, který je znám spíše pod svým uměleckým jménem DJ Qualls. Ačkoliv může jeho umělecký pseudonym svádět k hudebnímu průmyslu, jeho DJ v úvodu je pouhou zkratkou křestních jmen.

## Počátky
Narodil se v Nashvillu Donniemu a Debbie Quallsovým jako jedno z pěti dětí. Vyrostl v Manchesteru, v jehož blízkosti také navštěvoval školu. Když mu bylo 14 let, byla mu zjištěna Hodgkinova nemoc. Po dvouleté léčbě mu bylo následně oznámeno, že je nemoc v remisi. V roce 1992 úspěšně absolvoval Coffee County Central High School a následně se vydal studovat na univerzitu do Londýna, kde studoval angličtinu a literaturu. O rok později se vrátil do USA, kde pokračoval ve studiu a kde se začal věnovat herectví v jednom z místních divadelních společenství.

## Kariéra
Jako komparz se objevil v roce 1994 ve filmu od HBO s názvem Proti zdi. V roce 1998 si zahrál v televizním filmu Rodina matky Flory, následně však přišla první větší role ve filmu Road Trip, kde si zahrál stydlivého studenta Kylea.
Následně pracoval jako model, např. i pro Pradu. Následovalo účinkování v některých filmech, než dostal hlavní roli ve filmu Z nuly hrdinou. Zahrál si také ve filmu Hustle a Flow s Terencem Howardem, který za roli v tomto filmu získal Oscara.
Kromě filmů dostával také spousty nabídek na účinkování v seriálech. V Česku může být znám z rolí v seriálech Ztraceni, Teorie velkého třesku, Kriminálka Las Vegas nebo Vražedná čísla.
Objevil se také v některých hudebních videoklipech, ke kterým patří klip k písni Boys od Britney Spears nebo I'm just a kid od Simple Plan.

## Filmografie
- 1994 - Proti zdi
- 1998 - Rodina matky Flory (seriál)
- 2000 - Road Trip
- 2000 - Cherry Falls
- 2001 - Chasing Holden
- 2002 - Velká kniha grázlů (video film)
- 2002 - Velký průšvih
- 2002 - Kovbojové a blázni
- 2002 - Z nuly hrdinou
- 2003 - Jádro
- 2005 - Hustle a Flow
- 2005 - Malé Atény
- 2005 - Myšlenky zločince (seriál)
- 2005 - Scrubs (seriál)
- 2005 - Kriminálka Las Vegas (seriál)
- 2005 - Ztraceni (seriál)
- 2005 - Zákon a pořádek (seriál)
- 2006 - Tady Reed Fish
- 2006 - Můj přítel Monk (seriál)
- 2007 - Delta Fór
- 2007 - Vražedná čísla (seriál)
- 2007 - Jmenuju se Earl (seriál)
- 2008 - Vzdálení blízcí
- 2008 - Good Behavior (TV film)
- 2008 - The Company Man
- 2008 - Teorie velkého třesku (seriál)
- 2009 - Circle of Eight (internetový seriál)
- 2009 - Last Day of Summer
- 2009 - Slečna zamilovaná
- 2009 - Road Trip II:Beer Pong
- 2009 - Breaking Bad (seriál)
- 2010 - Memphis Beat (seriál)
- 2011 - Lovci duchů (seriál)